# José Dominguez
José Manuel Martins Dominguez (Lisboa, 16 de fevereiro de 1974) é um antigo jogador de futebol português, retirado do futebol profissional desde 2005.

## Carreira
A carreira deste jogador começou nos escalões de formação do Benfica, onde se destacou pela sua velocidade e pela técnica considerada acima da média. Dominguez bate o recorde de ser o jogador mais baixo (1,65 m) que participou na Premier League inglesa, assim como o primeiro jogador português a jogar em terras de Sua Majestade.
Apesar de brilhante com a bola nos pés os dirigentes do Benfica tiveram receio que não conseguísse singrar no futebol profissional e por esse motivo foi emprestado ao Sintrense e posteriormente ao Fafe. Surgiu então a oportunidade de dar um salto qualitativo e decidiu emigrar, tendo assinado um contrato em 1994 com o Birmingham City (clube que se encontrava na Division One, procurando mostrar aos dirigentes benfiquistas que se tinham enganado. A primeira época que passou nesse clube, não foi famosa para o clube (foi despromovido): ele só jogou 5 partidas devido à chegada tardia ao clube antes do final da época. Contudo na época seguinte foi brilhante para o clube (que subiu de divisão) e para Dominguez, que fez cerca de 75% de assistências e era considerado um excelente assistente para diversos companheiros de equipa, tendo ganho o prémio de "Man of the match" em cerca de 85% dos jogos. Os adeptos do clube adoravam-no e chamaram-lhe God. Contudo, no Verão de 1995 chegou do Sporting uma proposta milionária, que o Birmingham City não pôde recusar.
Deste modo, Dominguez regressava a Portugal para ingressar no Sporting, então treinado por Carlos Queiroz. Foram duas épocas (1995-1997) a jogar no Sporting. Nessas duas épocas jogou 62 jogos tendo marcado 3 golos e dando muitas assistências aos colegas. Surgiram rumores de que Dominguez e o técnico na altura, Octávio Machado, tinham incompatibilidades, ajudando na decisão  dos dirigentes leoninos a vendê-lo ao Tottenham Hotspur. Isto assinalou o regresso de Dominguez a Inglaterra, desta vez no Tottenham treinado por Gerry Francis. Dominguez teve um início auspicioso no primeiro jogo contra o Derby County, saiu do banco de suplentes, tendo arrancado uma grande penalidade decisiva para a vitória do Tottenham. Tanto o clube e o treinador pareciam contar com ele. Contudo, as nuvens vieram ao de cima: as coisas começaram a correr mal para o clube e o treinador foi despedido, sendo substituído por George Graham, que quase ignorou Dominguez. Os adeptos, esses, pelo contrário nutriam grande simpatia pelo jogador, agradando-lhes sobretudo a sua velocidade, recebendo grandes ovações quando saía do banco para aquecer. Em novembro de 2000, Dominguez foi transferido para o Kaiserslautern por um quarto do valor que custara ao Tottenham, uma vez que se encontrava a apenas 7 meses de terminar o contrato com o clube, sendo que 6 meses antes de terminar o contrato, qualquer jogador pode assinar livre por outra equipa.
Na Alemanha, esteve quatro épocas, onde no primeiro ano após uma grave lesão não jogou, com o despedimento de Bremmer e com a chegada de Eric Gerets, Dominguez foi transformado num verdadeiro Herói ao fazer a maior parte das assistências de golos e salvando a equipa da inevitável descida, sendo nomeado pela conceituada revista Kicker 3 anos consecutivos como o melhor extremo esquerdo da Bundesliga. Após o fim do contrato com o Kaiserslautern, decidiu rumar para a Península Arábica, mais precisamente para o Al-Ahli de Doha, onde esteve seis meses. Em 2005, tentou a sua sorte no Brasil, mais exatamente no Vasco da Gama do Rio de Janeiro, mas apenas aí esteve seis meses, sendo obrigado a regressar devido a um problema no joelho causado pela sua 4º operação. Em agosto de 2005, com apenas 31 anos, Dominguez anunciou publicamente o abandono da sua carreira enquanto jogador de futebol.
Estreou como treinador em 2010, comandando os jovens da União de Leiria e também o elenco principal. Foi ainda treinador adjunto no Sporting B (onde foi o treinador principal em 2012–2013), comandando ainda Real Cartagena (Colômbia) e Recreativo de Huelva (Espanha).

## Clubes
- Sport Lisboa e Benfica (1991 - 1994)
- Birmingham City F.C. (1994 - 1995)
- Sporting Clube de Portugal (1995 - 1997)
- Tottenham Hotspur (1997 - 2000)
- 1. FC Kaiserslautern (2001 - 2004)
- Al-Ahli Sports Club de Doha (2004)
- CR Vasco da Gama (2005)

## Seleção Nacional
Disputou três jogos pela Seleção Portuguesa de Futebol, não marcando qualquer golo.